# Comuna Borăscu, Gorj
Borăscu (în trecut, Livada) este o comună în județul Gorj, Oltenia, România, formată din satele Baniu, Borăscu (reședința), Calapăru, Gura-Menți, Menții din Dos, Miluta și Scorușu.

## Demografie
Componența etnică a comunei Borăscu
     Români (90,91%)
     Alte etnii (9,09%)
Componența confesională a comunei Borăscu
     Ortodocși (88,51%)
     Baptiști (1,05%)
     Alte religii (0,25%)
     Necunoscută (10,18%)
Conform recensământului efectuat în 2021, populația comunei Borăscu se ridică la 2.750 de locuitori, în scădere față de recensământul anterior din 2011, când fuseseră înregistrați 3.492 de locuitori. Majoritatea locuitorilor sunt români (90,91%). Din punct de vedere confesional, majoritatea locuitorilor sunt ortodocși (88,51%), cu o minoritate de baptiști (1,05%), iar pentru 10,18% nu se cunoaște apartenența confesională.

## Istorie
La sfârșitul secolului al XIX-lea, comuna făcea parte din plasa Jiul al județului Gorj și era alcătuită din satele Borăscu și Gura-Menți, având o populație de 1620 de locuitori. În comună funcționa o școală frecventată de 59 de elevi și trei biserici. La acea vreme, pe teritoriul actual al comunei, în aceiași plasă funcționau și comunele Calapăru de Jos, Calapăru de Sus, iar în plasa Motrul de Jos a județului Mehedinți, funcționau și comunele Menți din Dos și Miluta. Comuna Calăpăru de Sus, era alcătuită din satele Baniu, Calapăru de Sus și Scorușu, cu o populație de 449 de locuitori. În comună funcționa o școală frecventată de 20 de elevi (dintre care o fată) și o biserică. Comuna Calapăru de Jos era alcătuită doar din satul cu același nume, având o populație de 86 de locuitori. În comună funcționa doar o biserică. Comuna Menți din Dos avea aceiași configurație, având o populație de 600 de locuitori, iar în comună funcționa o școală mixtă frecventată de 30 de elevi și o biserică. Comuna Miluta avea o populație de 560 de locuitori, și era alcătuită tot din satul de reședință cu același nume. În comună funcționa o biserică și o școală mixtă frecventată de 20 de elevi.
În 1925, comuna Calapăru de Sus primește numele simplu de Calapăru, iar comuna Calapăru de Jos este desființată și inclusă în comuna Calapăru. În același an, se desființează comuna Miluta și este inclusă în comuna Menți din Dos. Conform Anuarului Socec, cele două comune, Borăscu și Calapăru, fac parte din plasa Turceni a aceluiași județ. Comuna Borăscu avea o populație de 1562 de locuitori, în aceleași sate. Comuna Calapăru avea o populație de 769 de locuitori (în satele Calapăru de Sus, Calapăru de Jos și Scorușu), iar comuna Menți din Dos, are o populație de 1195 de locuitori (în satele Miluta și Menți din Dos). În același an, satul Baniu este transferat comunei Raci.
În anul 1931, comuna Calapăru se desființează și este inclusă în comuna Borăscu. Comuna astfel, era împărțită în satele Borăscu, Calapăru de Sus, Calapăru de Jos și Gura-Menți. În același an, comuna Menți din Dos, împreună cu comuna Menți din Față (teritoriul său, făcând parte, în prezent, din orașul Strehaia), sunt contopite și formează comuna Menți.
În anul 1950, comuna a fost arondată raionului Strehaia a regiunii Gorj, raion care doi ani mai târziu a fost arondat regiunii Craiova, și apoi (după 1960), regiunii Oltenia. În anul 1964, comuna și satul Borăscu primesc numele temporar de Livada, iar satul Robești din comuna Menți primeșe numele de Motruleni.
În anul 1968, comuna a fost transferată la județul Gorj, comuna reprimind numele de Borăscu. Tot atunci, comuna Menți este desființată și este împărțită între comuna Borăscu și orașul Strehaia. Satele Menții din Dos și Miluta sunt arondate comunei Borăscu, iar satele Menții din Față (care între timp, primește numele de Menți) și Motruleni au fost transferate orașului Strehaia. Satul Calapăru de Sus primește numele de Calapăru, iar satul Calapăru de Jos este contopit cu satul Calapăru. Comuna reprimește satul Baniu, de la comuna Raci, care a fost desființată și inclusă în comuna Negomir.

## Politică și administrație
Comuna Borăscu este administrată de un primar și un consiliu local compus din 13 consilieri. Primarul, Constantin Țucu[*], de la Partidul Social Democrat, este în funcție din 2000. Începând cu alegerile locale din 2024, consiliul local are următoarea componență pe partide politice:
|  | Partid                          | Consilieri | Componența Consiliului | Componența Consiliului | Componența Consiliului | Componența Consiliului | Componența Consiliului | Componența Consiliului | Componența Consiliului | Componența Consiliului |
|  | ------------------------------- | ---------- | ---------------------- | ---------------------- | ---------------------- | ---------------------- | ---------------------- | ---------------------- | ---------------------- | ---------------------- |
|  | Partidul Social Democrat        | 8          |                        |                        |                        |                        |                        |                        |                        |                        |
|  | Partidul Național Liberal       | 3          |                        |                        |                        |                        |                        |                        |                        |                        |
|  | Uniunea Salvați România         | 1          |                        |                        |                        |                        |                        |                        |                        |                        |
|  | Alianța pentru Unirea Românilor | 1          |                        |                        |                        |                        |                        |                        |                        |                        |